# Esperanza Airport
Esperanza Airport är en flygplats i Chile.   Den ligger i provinsen Provincia de Cautín och regionen Región de la Araucanía, i den södra delen av landet, 600 km söder om huvudstaden Santiago de Chile. Esperanza Airport ligger 382 meter över havet.
Terrängen runt Esperanza Airport är huvudsakligen platt, men åt sydost är den kuperad. Terrängen runt Esperanza Airport sluttar västerut. Runt Esperanza Airport är det glesbefolkat, med 11 invånare per kvadratkilometer.. Närmaste större samhälle är Vilcún, 14,9 km sydväst om Esperanza Airport. 
I omgivningarna runt Esperanza Airport växer huvudsakligen savannskog.